# Victor Interactive Software
Victor Interactive Software és una empresa subsidiària de Victor Music Industries dedicada al desenvolupament de programari. És conegut sota el nom de Victor Music Industries fins al 1996, quan va prendre el nom de Victor Interactive Software.
L'empresa és la creadora de la saga de videojocs Harvest Moon i també la saga Keio Yuugekitai. Adquirit per Marvelous Interactive Inc. el 2002.

## Liste de jeux
- Boulder Dash
- Chulip
- Daihōshinden
- Dark Legend
- Dungeon Master
- Dungeon Master Nexus
- Flower, Sun, and Rain
- Harvest Moon 64
- Harvest Moon: A Wonderful Life
- Harvest Moon: Back to Nature
- Harvest Moon: Save the Homeland
- Jangō World Cup
- Keio Flying Squadron
- Metal Fangs
- RPM Racing
- Sorcerian
- Steep Slope Sliders
- The Legendary Axe
- The Secret of Monkey Island
- Vampire Hunter D